# Vladimír Ferdinand Lažanský z Bukové
Vladimír Ferdinand hrabě Lažanský z Bukové (Vladimír Ferdinand Rudolf Leopold Erasmus Nepomuk říšský hrabě Lažanský z Bukové, 15. června 1857 Brno – 29. července 1925 Chyše) byl český šlechtic a politik z rodiny Lažanských.
Původně působil ve státních službách, později byl poslancem Českého zemského sněmu a patřil k významným osobnostem českého společenského a kulturního života na konci 19. století. Jeho majetkem byl palác Lažanských v Praze a zámek Chyše, kde v roce 1917 jako domácí učitel krátce působil Karel Čapek.

## Životopis

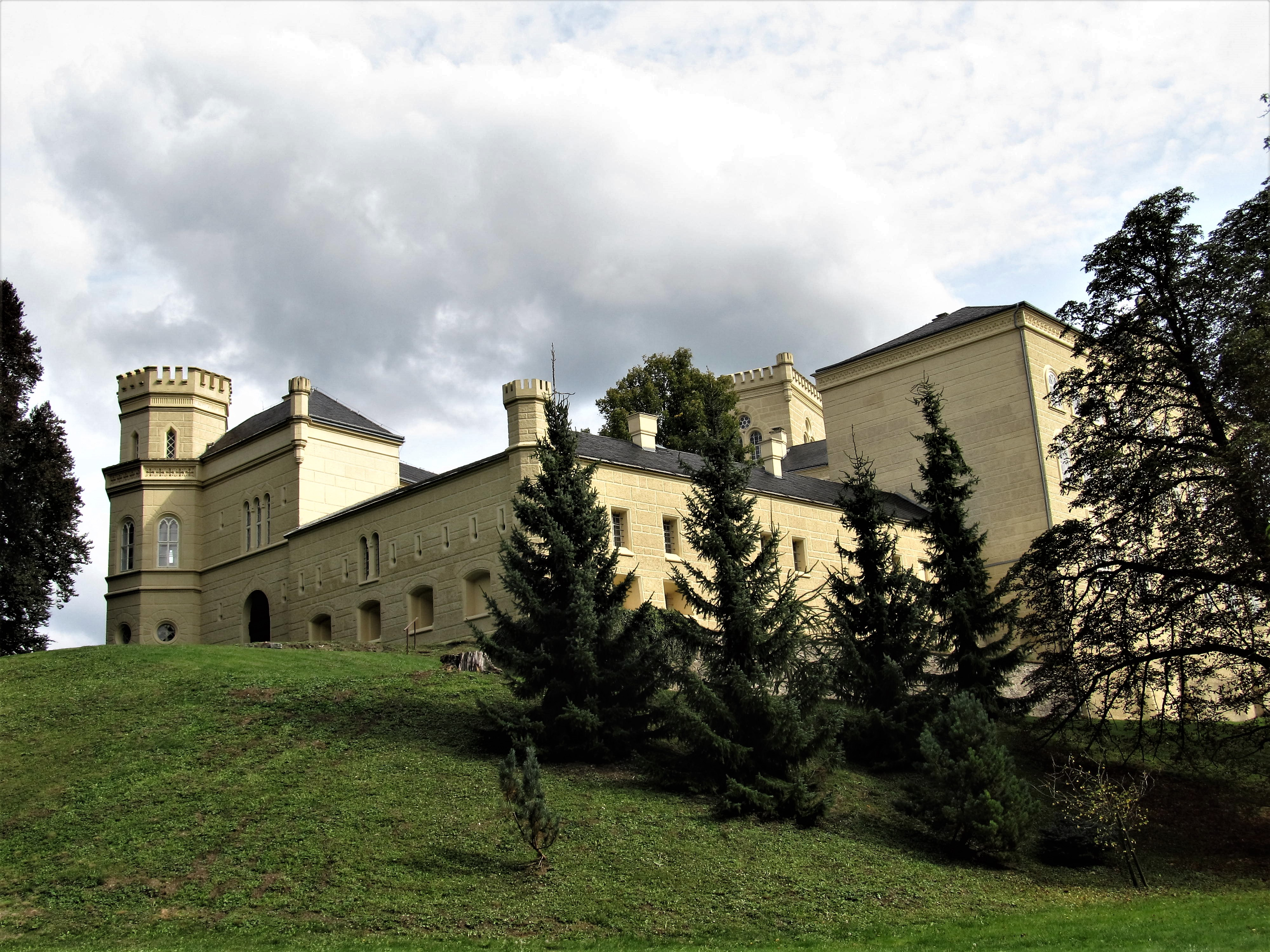
Zámek Chyše, hlavní sídlo Vladimíra Lažanského 1891–1925

Narodil se v Brně v Místodržitelském paláci jako mladší syn dlouholetého moravského místodržitele Leopolda Lažanského (1808–1860) ze starého šlechtického rodu Lažanských z Bukové Tři dny po svém narození byl pokřtěn v brněnském kostele sv. Jakuba.
Vyrůstal v Salcburku a vystudoval práva na Vídeňské univerzitě, od roku 1880 působil ve státních službách. Pracoval u místodržitelského úřadu v Tyrolsku, v letech 1884–1888 byl okresním komisařem v Broumově. V letech1889–1897 byl poslancem Českého zemského sněmu za velkostatkářskou kurii a aktivně se zapojil do společenského dění, spolu se starším bratrem Leopoldem (1854–1891) se hlásil k českému zemskému vlastenectví. V roce 1892 byl předsedou výkonného výboru Národopisné výstavy českoslovanské.
Po starším bratru Leopoldovi (1854–1891) zdědil velkostatky Chyše, Lubenec a Struhaře, které koncem 19. století zahrnovaly přibližně 4 000 hektarů půdy, byl též majitelem paláce Lažanských v Praze.
V květnu 1900 se v Salcburku oženil s hraběnkou Mechtildou z německého rodu Waldburg-Zeil (1867–1912). Z jejich manželství se narodil jediný syn Prokop IV. Lažanský (1904–1969), jehož domácím učitelem byl v roce 1917 krátce Karel Čapek. Prokop IV. byl posledním majitelem velkostatku Chyše, po zabavení majetku v roce 1945 přesídlil do Afriky, kde v roce 1969 zemřel. V roce 1996 chyšský zámek od státu koupil Vladimír Lažanský a zrekonstruoval ho, včetně zámeckého parku a pivovaru.